# Římskokatolická farnost Janské Lázně
Římskokatolická farnost Janské Lázně je územním společenstvím římských katolíků v rámci trutnovského vikariátu královéhradecké diecéze.

## O farnosti

### Historie
Farnost vznikla po roce 2005 přenesením farní správy ze Svobody nad Úpou a sloučením bývalých samostatných farností Černý Důl, Horní Maršov, Malá Úpa a Velká Úpa. V Janských Lázních byla po roce 2005 vystavěna v sousedství církevního rekreačního střediska Marianum nová fara. Původní filiální kostel sv. Jana Křtitele, pocházející z 19. století, byl povýšen na farní.

### Současnost
Farnost je od svého vzniku spravována ex currendo z Trutnova - Horního Starého Města a dosud nikdy neměla sídelního duchovního správce.
| Kostel                          | Místo            | Bohoslužba                               | Bohoslužba             | Poznámka                       |
| ------------------------------- | ---------------- | ---------------------------------------- | ---------------------- | ------------------------------ |
| Kostel svatého Michaela         | Černý Důl        | neslouží se pravidelně                   | neslouží se pravidelně | filiální kostel                |
| Kostel svatého Josefa           | Dolní Maršov     | neděle (poslední v měsíci)               | 11.00                  | filiální kostel                |
| Kostel Nanebevzetí Panny Marie  | Horní Maršov     | sobota                                   | 16.00                  | filiální kostel                |
| Kostel svatého Jana Křtitele    | Janské Lázně     | neděle čtvrtek                           | 9.30 16.00             | farní kostel                   |
| Kostel svatého Petra a Pavla    | Malá Úpa         | neděle (1x měsíčně, pouze v letním čase) | 15.00                  | filiální kostel                |
| Kaple Panny Marie               | Pec pod Sněžkou  | neslouží se pravidelně                   | neslouží se pravidelně | kaple                          |
| Kostel svatého Jana Nepomuckého | Svoboda nad Úpou | neděle (kromě poslední v měsíci)         | 11.00                  | filiální kostel (bývalý farní) |
| Kaple svaté Anny                | Temný Důl        | neslouží se pravidelně                   | neslouží se pravidelně | kaple                          |
| Kostel Nejsvětější Trojice      | Velká Úpa        | sobota                                   | 15.00                  | filiální kostel                |